# Angelic Angel/Hello,细数繁星
《Angelic Angel/Hello,細數繁星》（日語：Angelic Angel/Hello,星を数えて）是μ's的單曲之一，於2015年7月15日由Lantis發行。收錄曲目為《Love Live! 學園偶像電影》的主題曲和插曲。

## 概要
劇場版《Love Live! 學園偶像電影》插入曲第1作，收錄了2首劇中曲的雙A面單曲。其中《Angelic Angel》為劇場版第一個公布的預告片的BGM，另一首歌曲也被作為插入歌使用。
初回生产期间随机附赠（全9种）中的一种。封面于2015年6月13日公開。
其廣告標語為「μ's，朝向海的彼端――（μ's、海の向こうへ――）」

## 收錄曲
- CD

1. Angelic Angel [5:00]
  - 作詞：畑亞貴；作曲：森慎太郎（日语：森慎太郎）；編曲：倉内達矢
  - 歌：μ's
  - 劇場版《Love Live! 學園偶像電影》插入歌。
  - 江崎固力果的CM曲。
  - 作為宣傳時所使用的形象。
  - 動畫中的場地為紐約的时报广场。
2. （Hello,細數繁星） [4:38]
  - 作詞：畑亞貴；作曲、編曲：山口朗彦（日语：山口朗彦）
  - 歌：星空凛（飯田穗）、西木野真姬（Pile）、小泉花陽（久保百合花）
  - 劇場版《Love Live! 學園偶像電影》插入歌。
3. Angelic Angel (Off Vocal) [4:59]
4. (Off Vocal) [4:35]

## 註解
1. ↑  不計入單曲編號。

## 外部連結
- Lantis的介绍页面（页面存档备份，存于）（日語）
- Lantis YouTube频道的影片：
  - YouTube上的「ラブライブ！The School Idol Movie」特報
  - YouTube上的【試聴動画】『ラブライブ！The School Idol Movie』劇中歌「Angelic Angel」